# ارلن

ارلن

اِرلِن یا بالنِ اِرلِن‌مایر (به آلمانی: Erlenmeyer، به انگلیسی: Erlenmeyer flask) نوعی ظرف  مخروطی‌شکل است که عموماً برای جوشاندن به کار می‌رود اما برای سنجش حجمی و نگه داری محلول‌ها نیز استفاده می‌شود.
نام این وسیله از نام مخترع آن امیل ارلنمایر، شیمی‌دان آلمانی، گرفته شده‌است.

## انواع
1. ارلن معمولی (با اندازه‌ها و دهانه‌های مختلف)
2. ارلن تخلیه (با اندازه‌ها و دهانه‌های مختلف)